# 仓山镇站
仓山镇站是达成铁路上的一座铁路车站，位于四川省德阳市中江县仓山镇镇东，隶属于成都铁路局遂宁车务段，为四等站。车站于1997年12月25日交付并开通临管运营，又名仓山站，办理客货运业务。达成铁路扩能改造（遂成铁路）后，本站停办客运，现仅办理货运业务。车站上下行区间均为单线，区间及站内均已电气化。

## 车站设施
车站站场呈西南—东北走向，设有股道3条（其中正线1股，侧线2股），站台1座，站房位于线左，货运设施配备有货场仓库（位于车站上行端），客运设施配备有客运站台、候车室、站前广场。

## 周边设施
- 中江仓山汽车站
- 中江县第二中学
- 仓山镇中
- 仓山古镇